# Municipio 7 (condado de Pratt)
El municipio 7 (en inglés: Township 7) es un municipio ubicado en el condado de Pratt en el estado estadounidense de Kansas. En el año 2010 tenía una población de 314 habitantes y una densidad poblacional de 2,31 personas por km².

## Geografía
El municipio 7 se encuentra ubicado en las coordenadas 37°45′19″N 98°43′49″O / 37.75528, -98.73028. Según la Oficina del Censo de los Estados Unidos, el municipio tiene una superficie total de 135.8 km², de la cual 135.77 km² corresponden a tierra firme y (0.02%) 0.03 km² es agua.

## Demografía
Según el censo de 2010, había 314 personas residiendo en el municipio 7. La densidad de población era de 2,31 hab./km². De los 314 habitantes del municipio 7, el 97.45% eran blancos, el 1.59% eran de otras razas y el 0.96% pertenecían a dos o más razas. Del total de la población el 6.37% eran hispanos o latinos de cualquier raza.